# Аренігський ярус
Аренігський ярус — другий знизу ярус  ордовицької системи. Ярус отримав назву по горі Ареніг (Arenig) в Уельсі. Для морських відкладень Аренігській ярус характерний комплексом граптолітів (Expansograptus extensus, Е. hirundo), трилобітів і брахіопод.
Поширений на пострадянському просторі, у (Казахстані, Сибіру),  Західній Європі, в  Азії,  Австралії і  Північній Америці.